# Geoffrey Bay
Die Geoffrey Bay ist eine Bucht an der Budd-Küste des ostantarktischen Wilkeslands. In der Newcomb Bay liegt sie östlich des Budnick Hill an der Nordseite der Bailey-Halbinsel.
Eine erste Kartierung erfolgte anhand von Luftaufnahmen der US-amerikanischen Operation Highjump (1946–1947). Das Antarctic Names Committee of Australia (ANCA) benannte die Bucht nach Geoffrey Denys Probyn Smith (1920–1991), leitender Bautechniker der in Melbourne ansässigen Antarctic Division und maßgeblich am Bau der Casey-Station beteiligt.